# Allium verticillatum
Allium verticillatum — вид рослин з родини амарилісових (Amaryllidaceae); поширений у Казахстані й Узбекистані, Киргизстані, Таджикистані.

## Поширення
Поширений у Казахстані й Узбекистані, Киргизстані, Таджикистані.